# Łowicz (gemeente)
De gemeente Łowicz is een landgemeente in het Poolse woiwodschap Łódź, in powiat Łowicki.
De zetel van de gemeente is in Łowicz.
Op 30 juni 2004 telde de gemeente 7432 inwoners.

## Oppervlakte gegevens
In 2002 bedroeg de totale oppervlakte van gemeente Łowicz 133,38 km², waarvan:
- agrarisch gebied: 83%
- bossen: 8%

De gemeente beslaat 13,51% van de totale oppervlakte van de powiat.

## Demografie
Stand op 30 juni 2004:
| Omschrijving                   | Totaal | Totaal | Vrouwen | Vrouwen | Mannen | Mannen |
| ------------------------------ | ------ | ------ | ------- | ------- | ------ | ------ |
| eenheid                        | aantal | %      | aantal  | %       | aantal | %      |
| inwoners                       | 7432   | 100    | 3796    | 51,1    | 3636   | 48,9   |
| bevolkingsdichtheid (inw./km²) | 55,7   | 55,7   | 28,5    | 28,5    | 27,3   | 27,3   |

In 2002 bedroeg het gemiddelde inkomen per inwoner 1294,93 zł.

## Administratieve plaatsen (sołectwo)
Bocheń, Dąbkowice Dolne, Dąbkowice Górne, Guźnia, Jamno, Jastrzębia, Klewków, Małszyce, Mystkowice, Niedźwiada, Ostrów, Otolice, Parma, Pilaszków, Placencja, Popów, Strzelcew, Szczudłów, Świące, Świeryż Pierwszy, Świeryż Drugi, Wygoda, Zabostów Duży, Zabostów Mały, Zawady, Zielkowice.
Zonder de status sołectwo : Urbańszczyzna

## Aangrenzende gemeenten
Bielawy, Domaniewice, Kocierzew Południowy, Łowicz, Łyszkowice, Nieborów, Zduny